# 1353 Maartje
1353 Maartje (1935 CU) là một tiểu hành tinh vành đai chính được phát hiện ngày 13 tháng 2 năm 1935 bởi H. van Gent ở Johannesburg (LS).
Tiểu hành tinh được đặt tên theo Maartje (Nin) Mekking, con gái của B.C. Mekking(1904-1972), một Nhà toán học tại đài thiên văn Leiden.